# إبراز النحو

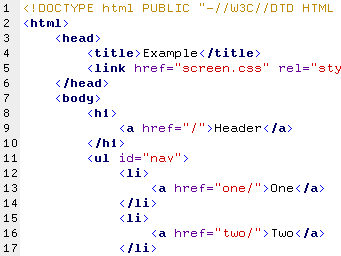
تعليم الصغية للإتش تي إم إل

إبراز النحو أو إبانة النحو (بالإنجليزية: Syntax highlighting)‏ هي ميزة في بعض محررات النصوص تقوم بعرض نص رماز المصدر بألوان وخطوط متعددة وفقا لفئة من الشروط. تشتهر تعليم الصيغة في لغات البرمجة ولغات التوصيف مما يسهل التعرف على الأخطاء وفهم أفضل للغة. بعض محررات النصوص تحتوي بالإضافة إلى تعليم الصيغة مدققات إملائية.

## مثال
```
// برنامج هالو ورلد! في لغة السي شارب

string
 
Hello
 
=
 
"Hello, world!"
;

System
.
Console
.
WriteLine
(
"{0}"
,
 
Hello
);

```

ففي المثال السابق لُوِّن التعليق باللون الأخضر كما هو متعارف. الأجزاء بين علامتي التنصيص باللون الرمادي، اسم الطبقة (Console) والإجراء (WriteLine) باللون الأزرق المتغير (string) باللون الأحمر. قد تختلف الألوان عما هو موجود في هذا المثال.